# L'Effet domino (roman)
Pour les articles homonymes, voir Effet domino (homonymie).
L'Effet domino (Afterlight) est un thriller de l'écrivain britannique Alex Scarrow publié en 2010. Il s'agit de la suite, bien que l’on peut le lire séparément, de La Théorie des dominos paru en 2008.

## Résumé
À la suite d'une vague d'attentats et de conflits détruisant les installations pétrolières, le monde entier est privé d'énergie sous toutes ses formes, ce qui entraîne une pénurie d'eau potable et de nourriture. Jenny Sutherland et ses deux enfants sont donc contraints à fuir la violence et les maladies qui en découlent. Ils parviennent à se réfugier sur une plate-forme gazière en Mer du Nord sur laquelle se reconstruit une communauté dont l'équilibre est remise en cause à l'arrivée d'un homme.

## Éditions françaises
- Le Cherche Midi, 2010
- Le Livre de poche no 33099, 2013